# Kneża
Kneża (bułg. Кнежа) – miasto w północnej Bułgarii, ośrodek administracyjny gminy Kneża w obwodzie Plewen, na Nizinie Naddunajskiej.
W mieście rozwinął się przemysł spożywczy, drzewny, metalowy, elektrotechniczny oraz ceramiczny

## Historia
Pierwsze ślady osadnictwa w okolicach Kneży pochodzą z jeszcze z czasów rzymskich, z IV w. n.e. Dowodem wczesnej obecności Słowian (VII w.) na tych terenach są nazwy  miejscowości: Syseka (bułg. Съсека), Wyrbica (Върбица), Srebren (Сребрен). Sama nazwa Kneży pochodzi najprawdopodobniej od słowiańskiego wyrazu kniaź.

## Urodzeni w Kneży
- Ferdinand Kozowski (1892-1965), bułgarski polityk komunistyczny, generał porucznik armii bułgarskiej, przewodniczący Zgromadzenia Narodowego (1950-1965)
- Ilija Wyłow (ur. 1961), bułgarski piłkarz
- Gyłybin Boewski (ur. 1974), bułgarski sztangista, olimpijczyk (2000)
- Walentin Iliew (ur. 1980), bułgarski piłkarz